# Amblyolepis
Amblyolepis je monotipski biljni rod iz porodice glavočika smješten u podtribus Tetraneurinae, dio tribusa Helenieae. Jedina vrsta je  A. setigera, jednogodišnja biljka iz Texasa i sjeveroistočnog Meksika (Tamaulipas, Nuevo León, Coahuila)
Raste na suhim tlima, i voli djelomično sjenovita mjesta. Nema velikih potrteba za vodom. Od ožujka do lipnja cvate žutim cvjetovima i jakog je mirisa.

## Sinonimi
- Helenium setigerum Britton & Rusby